# Henri Fluchère
Henri Eugène Auguste Fluchère dit Henri Fluchère, né à Marseille le 18 novembre 1898 et mort à Sainte-Tulle le 20 juillet 1987, est un homme de lettres, un universitaire et un élu local français. Professeur des écoles, traducteur, spécialisé dans le théâtre élisabéthain, il fut un important spécialiste de William Shakespeare et le premier directeur de la Maison française d'Oxford.

## Biographie

### Jeunesse et études
Fils de Eugène Henri Germain Fluchère, courtier à Sainte-Tulle, et de Marie Anaïs Thérèse Ducros, le jeune Henri Fluchère effectue ses études secondaires au collège de Manosque, puis au lycée Thiers. Il devient l'ami de Jean Giono, son condisciple. À peine le baccalauréat de philosophie obtenu en 1915 à Aix-en-Provence, il doit interrompre ses études à la faculté des lettres de Paris : mobilisé en 1917 dans le cadre de la Première Guerre mondiale, il reste soldat jusqu'en 1919. De retour à la Sorbonne, il obtient sa licence ès lettres (anglais) (1920), puis un diplôme d’études supérieures (1921) et enfin l'agrégation d’anglais (1924),.
Le 13 avril 1922, il épouse Yvonne Le Norcy, employée de commerce, à la mairie du 14e arrondissement de Paris, union dont est issue une fille, Monique, née en 1928.

### Entre-deux-guerres
Fluchère est nommé en 1921 lecteur à l’université de Cambridge, au Gonville and Caius College, poste qu’il occupe jusqu’en 1925. Il se lie d’amitié avec F. R. Leavis et T. S. Eliot, dont il deviendra le traducteur. 
Il est ensuite nommé professeur d'anglais au lycée Thiers, poste qu'il occupe jusqu'en 1942.
Les années 1930 le voient s'intéresser au théâtre d'avant-garde : Fluchère fonde avec Louis Ducreux, la compagnie Le Rideau gris à Marseille. Acteur, auteur, metteur en scène, il signe ses pièces les plus osées d'un pseudonyme, Paul Rivert. C'est aussi le commencement d'une activité de version et de traduction en anglais. Ainsi, de Giono, il donne The Song of the World (1937), suivie de Harvest (1938), chez Viking Press. Il collabore au livret des Chansons de l’opéra du gueux. Op. 171 (1937) de Darius Milhaud. 
Il participe à la rédaction de la revue des Cahiers du Sud. 
En 1939, il présente Henry Miller à Giono lors d'une visite à Manosque : les trois hommes resterons amis.

### Seconde Guerre mondiale
Dès le déclenchement de la Seconde Guerre mondiale, Fluchère est mobilisé en qualité de traducteur d’anglais au service de la Commission de contrôle des informations de presse, et ce, jusqu'en juillet 1940. En 1941, en zone libre, il est nommé à l'université d'Aix-en-Provence.
Il entre aussitôt dans la Résistance, et coordonne des groupes dans les Bases-Alpes en tant que délégué à l'Information. Le 13 juillet 1944, il manque de se faire arrêter par la Gestapo, et doit se cacher à Montjustin, jusqu'au débarquement de Provence le 15 août suivant. Il est ensuite nommé délégué régional à la Radiodiffusion Marseille-Provence jusqu’en avril 1945 puis reprend ses fonctions à l'université d'Aix.

### Entre Oxford et Paris
En octobre 1946, grâce à Floris Delattre, il est nommé président de la Maison française d'Oxford nouvellement créée, poste qu'il occupe jusqu'en 1963. Durant cette période, il promeut les œuvres de T. S. Eliot, Henry Miller, Aldous Huxley, D. H. Lawrence, T. F. Powys, Cyril Tourneur, qu'il traduit, et commence l'édition des œuvres de Shakespeare pour la Bibliothèque de la Pléiade, qu'il achève en 1959.
Fluchère soutient une thèse d’État en 1958 intitulée Laurence Sterne, de l’homme à l’œuvre (Gallimard, 1961). L'année suivante, il épouse à Sainte-Tulle en secondes noces Marie-Louise Gravagne, qui était secrétaire générale de la MFO. 

### Retour à Aix
En 1960, il est nommé professeur titulaire à la faculté des Lettres de l’université d’Aix-Marseille. En 1964, il est fait officier de la Légion d’Honneur. Il quitte ces fonctions universitaires en 1969. L'année suivante il fonde l'association Les Amis de Jean Giono. Il co-fonde la Société française Shakespeare en 1975, avec Marie-Thérèse Jones-Davies et Jean Fuzie.

### Un élu local
Conseiller municipal socialiste de Sainte-Tulle, Fluchère devint maire de cette commune en 1949, jusqu’en mai 1953. Il est ensuite élu conseiller général du canton de Manosque entre 1958 et 1962.
Le théâtre municipal de la ville de Sainte-Tulle porte son nom.

## Publications
Outre ses traductions et versions :
- Crise de foi. Mystère et mélodrame en deux parties, Le Rideau Gris, 1934.
- Tout Homme, Les Cahiers du Sud, 1936.
- « Shakespeare en France », in: Le Théâtre élisabéthain. Études et traductions, José Corti / Les Cahiers du Sud, 1940.
- Shakespeare, dramaturge élisabéthain, Gallimard, 1948.
- « Défense de la Lucidité », in: Richard March et Thurairajah Tambimuttu (éd.), T. S. Eliot: A Symposium, Londres, Poetry, 1948.
- Laurence Sterne, de l’homme à l’œuvre, Gallimard, 1961.